# 県道113号 (台湾)
県道113号（けんどう113ごう）は、桃園市大園区から同市龍潭区を結ぶ、全長31.281kmの台湾の県道である。台3線との重複区間がある。

## 通過する自治体
- 大園区
- 中壢区
- 平鎮区
- 龍潭区

## 接続する道路
- 台15線
- 県道110号
- 県道113丙
- 台31線
- 台1線
- 県道114号
- 県道110甲線
- 県道112号
- 台3線
- 県道113乙線
- 台3乙線

## 支線

### 甲線
県道113号甲線（けんどう113ごうこうせん）は、桃園市中壢区から同市龍潭区を結ぶ、全長9.931kmの台湾の県道である。

#### 通過する自治体
- 中壢区
- 平鎮区
- 龍潭区

#### 接続する道路
- 県道112号
- 台3線

### 乙線
県道113号乙線（けんどう113ごうおつせん）は、全長1.647kmの台湾の県道である。

#### 通過する自治体
- 龍潭区

#### 接続する路線
- 台3線
- 国道3号（インターチェンジ）
- 県道113号

### 丙線
県道113号丙線（けんどう113ごうへいせん）は、全長5.994kmの台湾の県道である。台31線と重複区間がある。

#### 通過する自治体
- 中壢区

#### 接続する路線
- 県道113号
- 台1線